# Abraham Klein
Abraham Klein (Avraham Klein, ebraico: אברהם קליין) (Timișoara, 29 marzo 1934) è un arbitro di calcio israeliano.
Internazionale dal 1964, è stato attivo tra gli anni sessanta e gli anni ottanta.

## Carriera
Klein ha arbitrato diversi importanti incontri di Coppa del mondo tra il 1970 e il 1982. 
Ai campionati del mondo di Messico 1970 fu arbitro nella partita tra Inghilterra e Brasile (0-1 nel Gruppo 3) allo stadio di Guadalajara.
All'appuntamento di Argentina 1978 ebbe il non facile compito di arbitrare il 10 giugno a Buenos Aires Italia-Argentina (1-0 per il Gruppo 1), partita nella quale negò un rigore all'Argentina nel corso del primo tempo tra i fischi della tifoseria ospitante; arbitrò poi la partita Italia-Brasile (1-2), finale per il terzo e quarto posto. In precedenza, il 21 giugno a Cordoba, gli era toccato il derby tra Austria-Germania Ovest terminato 3-2.
Ai campionati mondiali di Spagna 1982 Klein fu arbitro nel celebre incontro Italia-Brasile 3-2, oltre che guardalinee della finalissima Italia-Germania Ovest allo Stadio Santiago Bernabéu di Madrid, diretta dal brasiliano Arnaldo César Coelho. La partita Italia-Brasile non fu trasmessa dalle televisioni dei paesi arabi a causa della nazionalità dell'arbitro.
In carriera vanta anche le partecipazioni a due edizioni dei Giochi olimpici: nel 1968 in Messico dove diresse prima l'incontro eliminatorio tra Spagna e Brasile (1-0) e poi la finale per la medaglia di bronzo tra Giappone e Messico (2-0). Poi nel 1976 a Montréal dove diresse, oltre la medesima prestigiosa finale, che vide opposte questa volta URSS e Brasile (2-0), anche Polonia-Cuba terminata con un sorprendente 0-0. Ha all'attivo anche la direzione della finale della Coppa dell'indipendenza del Brasile disputata nel 1972 tra Brasile e Portogallo (1-0) e la finale di Coppa Intercontinentale del 1980 (disputata però nel febbraio 1981) a Tokyo tra Nacional Montevideo e Nottingham Forest terminata 1 a 0 per gli uruguayani.
Nel 1984 la FIFA gli conferisce il prestigioso "FIFA Special Award".